# Anderson County (Kentucky)
Anderson County is een county in de Amerikaanse staat Kentucky.
De county heeft een landoppervlakte van 525 km² en telt 19.111 inwoners (volkstelling 2000). De hoofdplaats is Lawrenceburg.